# Meistaraflokkur (1943)
Sezon 1943 był 32. sezonem o mistrzostwo Islandii. Drużyna Valur obroniła tytuł mistrzowski, wygrywając wszystkie cztery mecze. Ze względu na brak systemu ligowego żaden zespół nie spadł ani nie awansował po sezonie.

## Drużyny
Po sezonie 1942 do pięciu drużyn po rocznej przerwie dołączył zespół ÍBA Akureyri, zrezygnował natomiast zespół Víkingur Reykjavík, w wyniku czego w sezonie 1943 w rozgrywkach Meistaraflokkur ponownie wzięło udział pięć zespołów.
| Uczestnicy poprzedniej edycji                                                                                 | Uczestnicy poprzedniej edycji | Uczestnicy poprzedniej edycji | Uczestnicy poprzedniej edycji |
| --- | ----------------------------- | ----------------------------- | ----------------------------- |
| VAL | Valur                         | 1                             |                               |
| FRA | Fram                          | 2                             |                               |
| KRE | KR                            | 3                             |                               |
| ÍBV | ÍB Vestmannaeyja              | 4                             |                               |
| Dołączenie w sezonie 1943                                                                                     |                               |                               |                               |
| ÍBA | ÍBA Akureyri                  |                               |                               |
| Oznaczenia: - kolumna pierwsza – skróty nazw drużyn, - kolumna trzecia – miejsce zajęte w poprzednim sezonie. |                               |                               |                               |

## Tabela
| Lp. | Drużyna          | M | Z | R | P | Bramki | Bramki | +/– | Pkt |
| --- | ---------------- | - | - | - | - | ------ | ------ | --- | --- |
| 1   | Valur (M)        | 4 | 4 | 0 | 0 | 12     | 4      | +8  | 8   |
| 2   | KR               | 4 | 2 | 0 | 2 | 11     | 9      | +2  | 4   |
| 2   | Fram             | 4 | 2 | 0 | 2 | 10     | 8      | +2  | 4   |
| 4   | ÍBA Akureyri     | 4 | 1 | 1 | 2 | 8      | 9      | −1  | 3   |
| 5   | ÍB Vestmannaeyja | 4 | 0 | 1 | 3 | 4      | 15     | −11 | 1   |

## Wyniki
| Gospodarz \ Gość | FRA | ÍBA | ÍBV | KRE | VAL |
| Fram             |     | 5:2 |     |     | 1:3 |
| ÍBA Akureyri     |     |     | 1:1 | 4:1 |     |
| ÍB Vestmannaeyja | 0:3 |     |     |     | 1:5 |
| KR               | 3:1 |     | 6:2 |     |     |
| Valur            |     | 2:1 |     | 2:1 |     |

Źródło: Knattspyrnusamband Íslands (isl.)
Objaśnienia:
1Drużyna gospodarzy jest wymieniona po lewej stronie tabeli.
Kolory: zielony – zwycięstwo gospodarzy, żółty – remis, różowy – zwycięstwo gości.